# Manfredo di Mantova
Manfredo di Mantova (XI secolo – 1147 circa) è stato un vescovo cattolico italiano.

## Biografia
Di origini mantovane, assistette nel 1111 al ritorno a Mantova della contessa Matilde di Canossa, dopo 19 anni di assenza. Nel 1114 risiedette a Monteberanzone per poter assistere Matilde durante la malattia. Nel 1131 venne incaricato, assieme al patriarca di Aquileia, di giudicare il vescovo di Trento Altemanno, accusato di simonia. Nel 1144 assistette a Reggio alla ricognizione delle reliquie di san Prospero. Durante il suo mandato venne ricostruita a Mantova  la chiesa di San Silvestro, dipendente dall'abbazia di Nonantola.